# Afrani Dextre
Afrani Dextre (en llatí: Afranius Dexter) va ser un magistrat romà del segle i. Formava part de la gens Afrània, una gens romana d'origen plebeu.
Va ser cònsol sufecte l'any 98 durant el regnat de Trajà. Era amic de Marc Valeri Marcial, que el menciona en un epigrama. Durant l'exercici del seu càrrec va ser assassinat.